# Белсберг
Белсберг (њем. Bölsberg) општина је у њемачкој савезној држави Рајна-Палатинат. Једно је од 192 општинска средишта округа Вестервалд. Према процјени из 2010. у општини је живјело 257 становника. Посједује регионалну шифру (AGS) 7143211.

## Географски и демографски подаци
Белсберг се налази у савезној држави Рајна-Палатинат у округу Вестервалд. Општина се налази на надморској висини од 470 метара. Површина општине износи 1,5 km². У самом мјесту је, према процјени из 2010. године, живјело 257 становника. Просјечна густина становништва износи 176 становника/km².